# Parma Associazione Sportiva 1946-1947
Questa voce raccoglie le informazioni riguardanti il Parma Associazione Sportiva nelle competizioni ufficiali della stagione 1946-1947.

## Stagione
In questa stagione il Parma conquista una sofferta salvezza, in un difficile girone B della Serie B. 
La salvezza giunge soltanto all'ultima giornata: al Tardini è di scena l'Udinese che non ha più nulla da chiedere al campionato ed è una netta vittoria per 3-0 e salvezza con 38 punti.
Quattro allenatori si sono succeduti per cercare di pilotare il Parma in acque tranquille. Si è partiti da Renato Cattaneo, poi è toccato a Venuto Lombatti, poi a Ricardo Frione per concludere il torneo con Tito Mistrali. 
Tiratore scelto stagionale dei ducali Franco Concesi autore di otto reti in ventitré partite.

## Rosa
| N. |                   | Ruolo | Calciatore         |
| -- | ----------------- | ----- | ------------------ |
|    | Italia (bandiera) | P     | Armando Belletti   |
|    | Italia (bandiera) | A     | Francesco Berruti  |
|    | Italia (bandiera) | C     | Elios Bonzagni     |
|    | Italia (bandiera) | C     | Renzo Bortini      |
|    | Italia (bandiera) | A     | William Bronzoni   |
|    | Italia (bandiera) | A     | Eugenio Cattani    |
|    | Italia (bandiera) | A     | Franco Concesi     |
|    | Italia (bandiera) | C     | Aldo Curti         |
|    | Italia (bandiera) | D     | Alfredo Dall'Aglio |
|    | Italia (bandiera) | A     | Luigi Del Grosso   |
|    | Italia (bandiera) | A     | Franceschi         |
|    | Italia (bandiera) | D     | Nino Gaibazzi      |
|    | Italia (bandiera) | A     | Angelo Gardini     |

| N. |                      | Ruolo | Calciatore       |
| -- | -------------------- | ----- | ---------------- |
|    | Italia (bandiera)    | D     | Felice Gasperi   |
|    | Italia (bandiera)    | D     | Camillo Girotti  |
|    | Italia (bandiera)    | C     | Luciano Marchi   |
|    | Italia (bandiera)    | A     | Ugo Maestri      |
|    | Italia (bandiera)    | C     | Angelo Maran     |
|    | Italia (bandiera)    | P     | Giano Pattini    |
|    | Italia (bandiera)    | C     | Sergio Persia    |
|    | Argentina (bandiera) | D     | Víctor Pozzo     |
|    | Italia (bandiera)    | C     | Cesare Rubinato  |
|    | Italia (bandiera)    | C     | Giuseppe Saccone |
|    | Italia (bandiera)    | A     | Domenico Tosi    |
|    | Italia (bandiera)    | C     | Luigi Vitto      |
|    | Italia (bandiera)    | A     | Otello Zironi    |

## Risultati

### Serie B (girone B)

#### Girone di andata
| Arbitro: | Avanzi (Verona) |

|                                 |           |                    |
| Perugini 40’, 60’ Ghirlanda 50’ | Marcatori | 74’ (rig.) Saccone |

| Arbitro: | Marchetti (Milano) |

|             |           |              |
| Saccone 13’ | Marcatori | 82’ Bertolin |

| Arbitro: | Zelocchi (Modena) |

|  |           |                    |
|  | Marcatori | 56’, 72’ Marchetto |

| Arbitro: | Moradei (Trieste) |

|          |           |                      |
| Moro 70’ | Marcatori | 76’ Giuseppe Saccone |

| Arbitro: | Camiolo (Milano) |

|             |           |  |
| Berruti 56’ | Marcatori |  |

| Arbitro: | Maurelli (Roma) |

|                                      |           |                |
| Giusti 2’ Rosellini 4’ Michelini 80’ | Marcatori | 16’ Del Grosso |

| Arbitro: | Buratti (Milano) |

|                                |           |               |
| Del Grosso 8’, 44’ Maestri 37’ | Marcatori | 89’ Bonilauri |

| Arbitro: | Magnoni (Milano) |

|              |           |           |
| Lombardi 50’ | Marcatori | 85’ Maran |

| Arbitro: | Milanone Ridor (Biella) |

|                      |           |            |
| Cattani 59’ Tosi 89’ | Marcatori | 87’ Brumat |

| Arbitro: | Massironi (Milano) |

|                                        |           |  |
| Sega 1’ Tessaro 49’ Mangolini 61’, 75’ | Marcatori |  |

| Arbitro: | Porcellana (Genova) |

|           |           |  |
| Pozzo 39’ | Marcatori |  |

| Pisa 8 dicembre 1946 12ª giornata | Pisa               | 0 – 0 referto | Parma | Stadio Arena Garibaldi\| Arbitro: \| Parpaiola (Padova) \| |
| Arbitro:                          | Parpaiola (Padova) |               |       |                                                            |

| Arbitro: | Coppolone (Bari) |

|                |           |             |
| Piacentini 40’ | Marcatori | 30’ Concesi |

| Parma 22 dicembre 1946 14ª giornata | Parma            | 0 – 0 referto | SPAL | Stadio Ennio Tardini\| Arbitro: \| Pizzato (Mestre) \| |
| Arbitro:                            | Pizzato (Mestre) |               |      |                                                        |

| Arbitro: | Buratti (Milano) |

|             |           |  |
| Ganassi 83’ | Marcatori |  |

| Arbitro: | Franzi (Vercelli) |

|                          |           |               |
| Bronzoni 26’ Berruti 38’ | Marcatori | 55’ Margonari |

| Arbitro: | Barbieri (Milano) |

|           |           |  |
| Pozzo 42’ | Marcatori |  |

| Arbitro: | Orlandini (Roma) |

|                           |           |             |
| Rossi 6’ Emilio Conti 28’ | Marcatori | 24’ Concesi |

| 19 gennaio 1947 19ª giornata |  | – Turno di riposo |  |  |

| Arbitro: | Carpani (Milano) |

|           |           |          |
| Pozzo 50’ | Marcatori | 6’ Fiore |

| Arbitro: | Neri (Vicenza) |

|           |           |  |
| Obuel 13’ | Marcatori |  |

#### Girone di ritorno
| Arbitro: | Orlandini (Roma) |

|                        |           |           |
| Gardini 3’ Concesi 89’ | Marcatori | 84’ Pucci |

| Arbitro: | Valsecchi (Milano) |

|                               |           |  |
| De Lazzari 38’ Santarello 86’ | Marcatori |  |

| Arbitro: | Boffardi (Genova) |

|           |           |  |
| Naldi 54’ | Marcatori |  |

| Arbitro: | Stampacchia (Napoli) |

|              |           |  |
| Rubinato 88’ | Marcatori |  |

| Arbitro: | Matucci (Seregno) |

|                                    |           |  |
| Burattini 2’ Zanollo 15’ Ruzza 84’ | Marcatori |  |

| Arbitro: | Savio (Torino) |

|  |           |           |
|  | Marcatori | 58’ Conti |

| Arbitro: | Maglio (Torino) |

|                    |           |             |
| Allasio 85’ (rig.) | Marcatori | 10’ Berruti |

| Arbitro: | Fornari (Bologna) |

|                              |           |  |
| Bronzoni 38’, 44’ Zironi 79’ | Marcatori |  |

| Arbitro: | Garassino (Varese) |

|            |           |  |
| Brumat 86’ | Marcatori |  |

| Arbitro: | Cicardi (Lecco) |

|                       |           |  |
| Tosi 29’ Bronzoni 44’ | Marcatori |  |

| Arbitro: | Marchetti (Milano) |

|                         |           |            |
| Innocenti 34’ Pucci 75’ | Marcatori | 6’ Berruti |

| Arbitro: | Maglio (Torino) |

|                            |           |                |
| Berruti 15’ Del Grosso 26’ | Marcatori | 49’ Braccianti |

| Arbitro: | Gardella (Bologna) |

|            |           |               |
| Zironi 67’ | Marcatori | 24’ Margarita |

| Arbitro: | De Paola (Bari) |

|               |           |  |
| Biagiotti 75’ | Marcatori |  |

| Arbitro: | Bonivento (Venezia) |

|                                            |           |  |
| Concesi 70’, 77’ Del Grosso 85’ Zironi 90’ | Marcatori |  |

| Arbitro: | Gambarelli (Bergamo) |

|                                 |           |  |
| Porcelli 50’, 84’ Trevisani 86’ | Marcatori |  |

| Arbitro: | Limido (Milano) |

|             |           |            |
| Zalateu 69’ | Marcatori | 3’ Concesi |

| Arbitro: | Caprioli (Varese) |

|                   |           |               |
| Bronzoni 48’, 55’ | Marcatori | 62’ Maccarino |

| 22 giugno 1947 40ª giornata |  | – Turno di riposo |  |  |

| Arbitro: | Tibaldi (Savona) |

|           |           |  |
| Conti 50’ | Marcatori |  |

| Arbitro: | Matucci (Seregno) |

|                           |           |  |
| Tosi 32’ Concesi 52’, 64’ | Marcatori |  |

## Statistiche

### Statistiche di squadra
| Competizione       | Punti | In casa | In casa | In casa | In casa | In casa | In casa | In trasferta | In trasferta | In trasferta | In trasferta | In trasferta | In trasferta | Totale | Totale | Totale | Totale | Totale | Totale | DR |
| Competizione       | Punti | G       | V       | N       | P       | Gf      | Gs      | G            | V            | N            | P            | Gf           | Gs           | G      | V      | N      | P      | Gf     | Gs     | DR |
| ------------------ | ----- | ------- | ------- | ------- | ------- | ------- | ------- | ------------ | ------------ | ------------ | ------------ | ------------ | ------------ | ------ | ------ | ------ | ------ | ------ | ------ | -- |
| Serie B (girone B) | 38    | 20      | 14      | 4       | 2       | 32      | 12      | 20           | 0            | 6            | 14           | 9            | 33           | 40     | 14     | 10     | 16     | 41     | 45     | -4 |

### Statistiche dei giocatori
| Giocatore     | Serie B  | Serie B |
| Giocatore     | Presenze | Reti    |
| ------------- | -------- | ------- |
| A. Belletti   | 29       | -29     |
| F. Berruti    | 33       | 5       |
| E. Bonzagni   | 4        | 0       |
| R. Bortini    | 15       | 0       |
| W. Bronzoni   | 14       | 6       |
| E. Cattani    | 10       | 1       |
| F. Concesi    | 23       | 8       |
| A. Curti      | 1        | 0       |
| A. Dall'Aglio | 24       | 0       |
| L. Del Grosso | 37       | 5       |
| Franceschi    | 2        | 0       |
| N. Gaibazzi   | 5        | 0       |
| A. Gardini    | 6        | 1       |
| F. Gasperi    | 2        | 0       |
| C. Girotti    | 32       | 0       |
| L. Marchi     | 5        | 0       |
| U. Maestri    | 5        | 1       |
| A. Maran      | 11       | 1       |
| G. Pattini    | 11       | -16     |
| S. Persia     | 16       | 0       |
| V.J. Pozzo    | 40       | 3       |
| C. Rubinato   | 16       | 1       |
| G. Saccone    | 7        | 3       |
| D. Tosi       | 35       | 3       |
| L. Vitto      | 39       | 0       |
| O. Zironi     | 18       | 3       |